# James Wallace Robinson

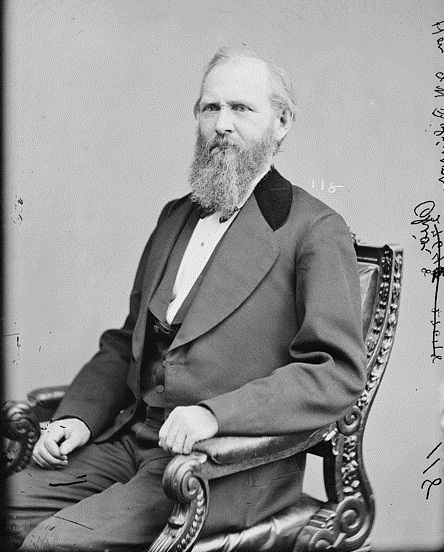
James Wallace Robinson

James Wallace Robinson (* 26. November 1826 im Union County, Ohio; † 28. Juni 1898 in Marysville, Ohio) war ein US-amerikanischer Politiker. Zwischen 1873 und 1875 vertrat er den Bundesstaat Ohio im US-Repräsentantenhaus.

## Werdegang
James Robinson besuchte die öffentlichen Schulen seiner Heimat und die Marysville Academy. Im Jahr 1848 absolvierte er das Jefferson College in Canonsburg (Pennsylvania). Nach einem anschließenden Jurastudium an der Cincinnati Law School und seiner 1851 erfolgten Zulassung als Rechtsanwalt begann er in London (Ohio) in diesem Beruf zu arbeiten. Außerdem wurde er zwei Mal zum Staatsanwalt im Union County gewählt. Im Jahr 1855 zog er nach Marysville. Politisch schloss er sich der 1854 gegründeten Republikanischen Partei an. Von 1860 bis 1862 sowie nochmals im Jahr 1864 war er Abgeordneter im Repräsentantenhaus von Ohio.
Bei den Kongresswahlen des Jahres 1872 wurde Robinson im neunten Wahlbezirk von Ohio in das US-Repräsentantenhaus in Washington, D.C. gewählt, wo er am 4. März 1873 die Nachfolge von Charles Foster antrat. Da er im Jahr 1874 nicht bestätigt wurde, konnte er bis zum 3. März 1875 nur eine Legislaturperiode im Kongress absolvieren. Nach seiner Zeit im US-Repräsentantenhaus praktizierte Robinson wieder als Anwalt. Er starb am 28. Juni 1898 in Marysville, wo er auch beigesetzt wurde.